# Betsy Hupka-Barth
Betsy Marianne Hupka-Barth (Lausanne, Zwitserland, 25 maart 1908 – Amsterdam, 6 juli 2004) was een Nederlands germaniste. Zij was getrouwd met de uit Wenen afkomstige pianist, dirigent, componist en muziekpedagoog Felix Hupka.

## Levensloop
Barth werd geboren in de Zwitserse stad Lausanne. Met haar ouders verhuisde ze op jonge leeftijd naar Nederlands-Indië vanuit waar ze in 1915 naar Den Haag verhuisde. In 1929 verhuisde ze naar Valburg waar ze de Normaalschool bezocht. Een jaar later keerde ze terug naar Den Haag. In 1937 verhuisde ze naar Amsterdam waar ze als lerares Duits aan het Montessori Lyceum Amsterdam werkte. Naast het lesgeven regisseerde zij schooltoneelvoorstellingen en maakte ze van literaire verhalen educatieve leesboekjes. In de jaren '30 publiceerde ze ook drie levensbeschouwelijke werken. Op 23 mei 1945 huwde ze met Felix Hupka (1896- 966). Het huwelijk bleef kinderloos.